# Viadukt

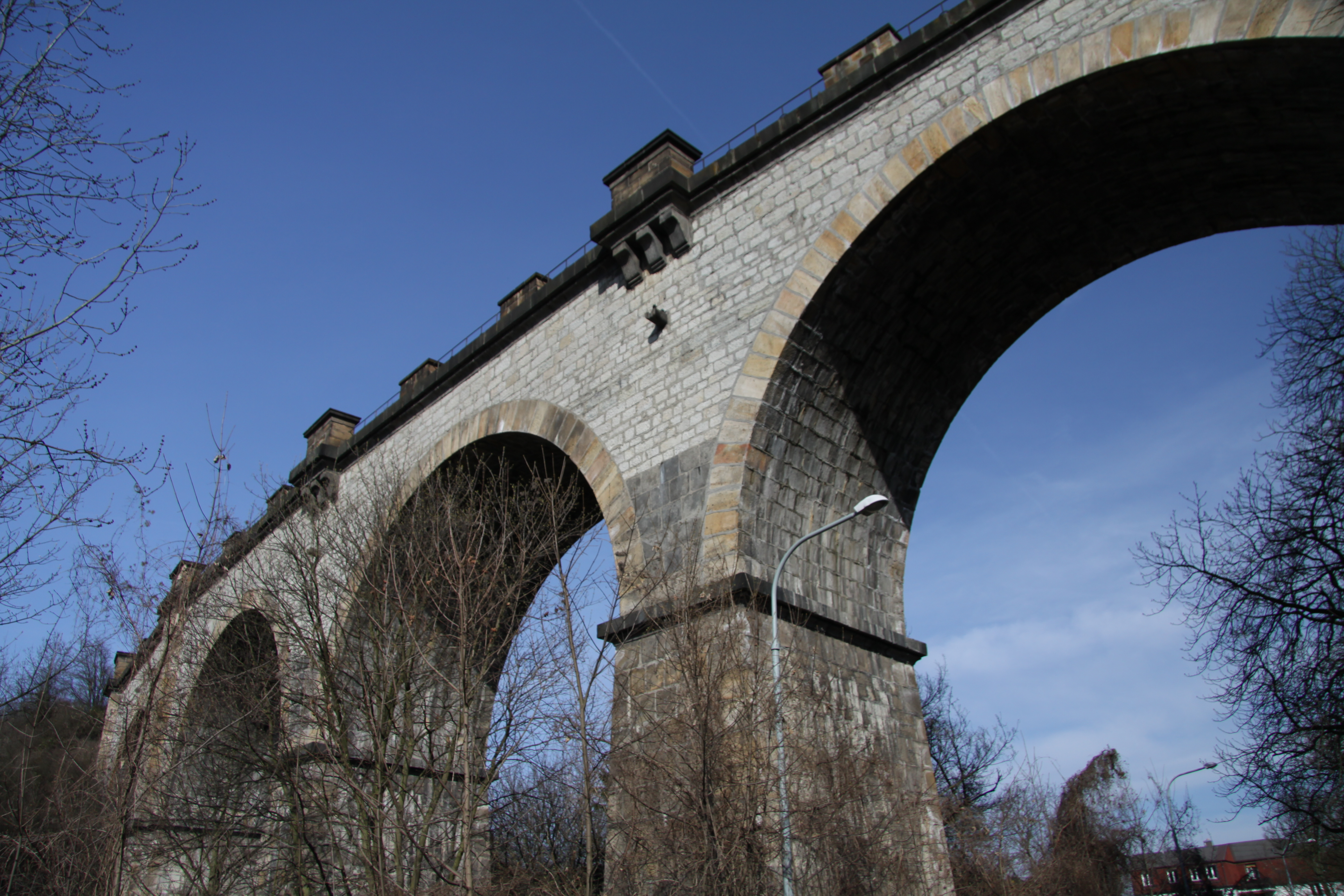
Viadukt v Hlubočepích

Viadukt (z latinských slov via, cesta, a duco, vést něco, resp. ductus, vedení či vedený) je slovo užívané pro některé druhy mostů. Typické je použití pro železniční obloukové mosty překonávající údolí. Slovo bylo uměle vytvořeno v angličtině začátkem 19. století podle vzoru latinského slova aquaeduct (akvadukt) a přes němčinu se pak dostalo i do češtiny. Aby starořímským vodovodem mohla voda protékat, musel akvadukt rovně spojovat dvě místa v přibližně stejné výšce; to je charakteristika obvykle společná s viaduktem.
Podle Slovníku spisovné češtiny pro školu a veřejnost je viadukt vyvýšená stavba pro dopravu s mosty, náspy a podobně. Podle Nového akademického slovníku cizích slov je viadukt dopravní stavba překonávající dopravní překážky řadou oblouků, někdy i ve více patrech. Podle Českého etymologického slovníku Jiřího Rejzka je viadukt železniční, popřípadě silniční mostní stavba překlenující údolí, ulici a podobně. Podle českého webu dalnice.com se v Česku označení viadukt používá většinou pro označení železničních estakád, ale i malých železničních nadjezdů.